# Niezwykłe podróże

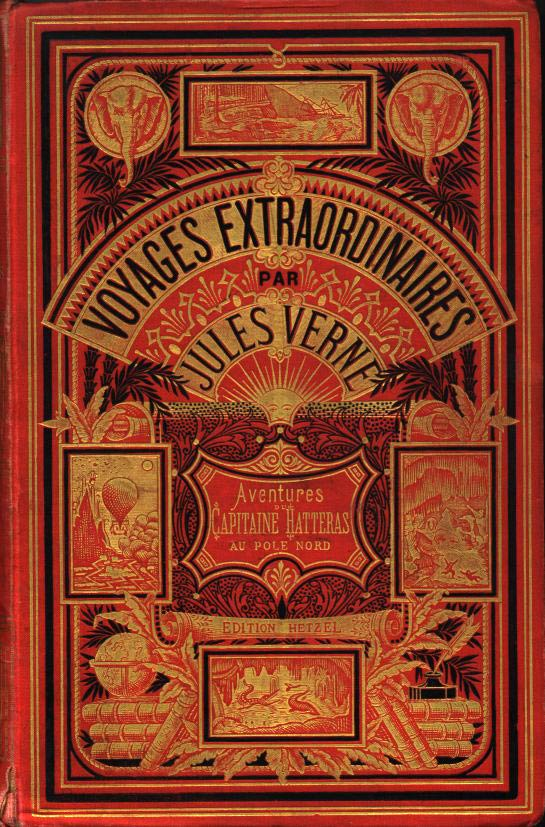
Jedna z okładek powieści z cyklu Niezwykłe podróże

„Niezwykłe podróże” (fr. Voyages extraordinaires) – cykl fantastyczno-naukowych i podróżniczo-przygodowych powieści Juliusza Verne’a.
Według kontraktów (znane są informacje o sześciu) zawieranych od 1863 roku pomiędzy autorem a jego wydawcą, którym był Pierre-Jules Hetzel (po 1886 syn – Jules Hetzel), corocznie do druku miała trafiać pewna liczba tomów napisanych przez Verne’a. Stąd wziął się podział niektórych (dłuższych) powieści (np. Tajemniczej wyspy) na tomy.
Jak pisał Verne we Wspomnieniach z dzieciństwa i młodości w 1891:

...osiadłem na prowincji, by spełnić to, co sobie zamierzałem. A chciałem odmalować w formie powieściowej cały świat, opisać rozmaite przygody w różnych krajach, pokazać wielu bohaterów w środowiskach, w jakich przyszło im żyć i działać.

## Lista powieści
Poniżej wymienione są tytuły powieści, które wydano za życia pisarza.
Po jego śmierci pojawiło się jeszcze kilkanaście rozmaitych tytułów, z których ostatni wydano po raz pierwszy pod koniec XX wieku – 131 lat po napisaniu. W powieściach wydanych pośmiertnie zmiany wprowadził syn – Michel Verne.
- 1863 – Cinq semaines en ballon, Pięć tygodni w balonie, 1 tom.
- 1864 – Voyage au centre de la Terre, Podróż do wnętrza Ziemi, 1 tom.
- 1865 – De la Terre a la Lune, Z Ziemi na Księżyc, 1 tom.
- 1866 – Voyages et Aventures du capitaine Hatteras. Les Anglais au pôle Nord. Le Désert de glace, Podróże i przygody kapitana Hatterasa, 2 tomy.
- 1868 – Les Enfants du capitaine Grant, Dzieci kapitana Granta, 3 tomy.
- 1870 – Vingt mille lieues sous les mers, Dwadzieścia tysięcy mil podmorskiej żeglugi, 2 tomy.
- 1870 – Autour de la Lune, Wokół Księżyca, 1 tom.
- 1871 – Une ville flottante, Pływające miasto, 1 tom.
- 1872 – Aventures de trois Russes et de trois Anglais, Przygody trzech Rosjan i trzech Anglików, 1 tom
- 1873 – Le Pays des fourrures, Wyspa błądząca, 2 tomy.
- 1873 – Le Tour du monde en quatre-vingts jours, W osiemdziesiąt dni dookoła świata, 1 tom.
- 1874 – L'Île mystérieuse, Tajemnicza wyspa, 3 tomy.
- 1875 – Le Chancellor, Chancellor, 1 tom.
- 1876 – Michel Strogoff, Michał Strogow, 2 tomy.
- 1877 – Hector Servadac, Hector Servadac, 2 tomy.
- 1877 – Les Indes noires, Czarne Indie, 1 tom.
- 1878 – Un capitaine de quinze ans, Piętnastoletni kapitan, 2 tomy.
- 1879 – Les Cinq Cents Millions de la Bégum, 500 milionów hinduskiej władczyni, 1 tom
- 1879 – Les Tribulations d’un chinois en Chine, Przypadki pewnego Chińczyka, 1 tom.
- 1880 – La Maison a vapeur, Dom parowy, 2 tomy.
- 1881 – La Jangada, Jangada, 2 tomy.
- 1882 – L'École des Robinsons, Szkoła Robinsonów, 1 tom.
- 1882 – Le Rayon vert, Zielony promień, 1 tom.
- 1883 – Kéraban-le-Têtu, Uparty Keraban, 1 tom.
- 1884 – L'Étoile du sud, Gwiazda Południa, 1 tom.
- 1884 – Archipel en feu, Archipelag w ogniu, 1 tom.
- 1885 – Mathias Sandorf, Mateusz Sandorf, 3 tomy.
- 1886 – Un Billet de loterie, Los na loterię, 1 tom.
- 1886 – Robur le conquérant, Robur Zdobywca, 1 tom.
- 1887 – Nord contre Sud, Północ kontra Południe, 2 tomy.
- 1887 – Le Chemin de France, Droga do Francji, 1 tom
- 1888 – Deux ans de vacances, Dwa lata wakacji, 2 tomy.
- 1889 – Famille sans nom, Rodzina bez Nazwiska, 2 tomy.
- 1889 – Sans dessus dessous, Do góry nogami, 1 tom.
- 1890 – César Cascabel, César Cascabel, 2 tomy.
- 1891 – Mistress Branican, Pani Branican, 2 tomy.
- 1892 – Le Château des Carpathes, Zamek w Karpatach, 1 tom
- 1893 – Claudius Bombarnac, Claudius Bombarnac, 1 tom.
- 1893 – P’tit-Bonhomme, Malec, 2 tomy.
- 1894 – Mirifiques Aventures de Maître Antifer, Niezwykłe przygody kapitana Antifera, 2 tomy.
- 1895 – L'Île a hélice, Cudowna wyspa, 2 tomy.
- 1896 – Face au drapeau, Straszny wynalazca, 1 tom.
- 1896 – Clovis Dardentor, Clovis Dardentor, 1 tom.
- 1897 – Le Sphinx des glaces, Lodowy sfinks, 2 tomy.
- 1898 – Le superbe Orénoque, Wspaniałe Orinoko, 2 tomy.
- 1899 – Le Testament d’un excentrique, Testament dziwaka, 2 tomy.
- 1900 – Seconde patrie, Druga ojczyzna, 2 tomy.
- 1901 – Le Beau Danube jaune, Pilot dunajskich statków, 1 tom.
- 1901 – Le Village aérien, Napowietrzna wioska, 1 tom.
- 1901 – Les Histoires de Jean-Marie Cabidoulin, Wąż morski, 1 tom
- 1902 – Les Freres Kip, Bracia Kip, 2 tomy.
- 1903 – Bourses de voyage, Sakiewki podróżne, 2 tomy.
- 1904 – Un drame en Livonie, Dramat w Inflantach, 1 tom.
- 1904 – Maître du monde, Pan świata, 1 tom.
- 1905 – L’Invasion de la mer, Inwazja morza, 1 tom.